# Clifton (condado de Monroe, Wisconsin)
Clifton es un pueblo ubicado en el condado de Pierce en el estado estadounidense de Wisconsin. En el Censo de 2010 tenía una población de 2.012 habitantes y una densidad poblacional de 21,92 personas por km².

## Geografía
Clifton se encuentra ubicado en las coordenadas 44°49′00″N 92°43′27″O / 44.81667, -92.72417. Según la Oficina del Censo de los Estados Unidos, Clifton tiene una superficie total de 91.8 km², de la cual 88.21 km² corresponden a tierra firme y (3.9%) 3.58 km² es agua.

## Demografía
Según el censo de 2010, había 2.012 personas residiendo en Clifton. La densidad de población era de 21,92 hab./km². De los 2.012 habitantes, Clifton estaba compuesto por el 97.17% blancos, el 0.05% eran afroamericanos, el 0.25% eran amerindios, el 1.14% eran asiáticos, el 0% eran isleños del Pacífico, el 0.25% eran de otras razas y el 1.14% pertenecían a dos o más razas. Del total de la población el 1.04% eran hispanos o latinos de cualquier raza.